# Andrew Simpson (Segler)
Andrew James Simpson, OBE (* 17. Dezember 1976 in Chertsey; † 9. Mai 2013 in der Bucht von San Francisco, Vereinigte Staaten) war ein britischer Segler. Als Olympiasieger und Weltmeister war er einer der erfolgreichsten britischen Segler. 

## Karriere
Bei den Olympischen Sommerspielen 2008 in Peking gewann Simpson mit seinem Partner Iain Percy im Starboot eine Goldmedaille. Bei den Olympischen Sommerspielen 2012 in Großbritannien gewannen beide in derselben Bootsklasse eine Silbermedaille. Dazwischen gewannen sie mit dem Starboot in Rio de Janeiro die Weltmeisterschaft 2010.
Beim Training eines internationalen Teams für den 34. America’s Cup am 9. Mai 2013, dem er seit Februar 2013 angehörte, brach der schwedische Katamaran Artemis in der Bucht von San Francisco am vorderen Querträger und kenterte. Simpson wurde unter Wasser gedrückt und ertrank.

## Ehrungen
- Order of the British Empire (2009)